# 1832 w polityce

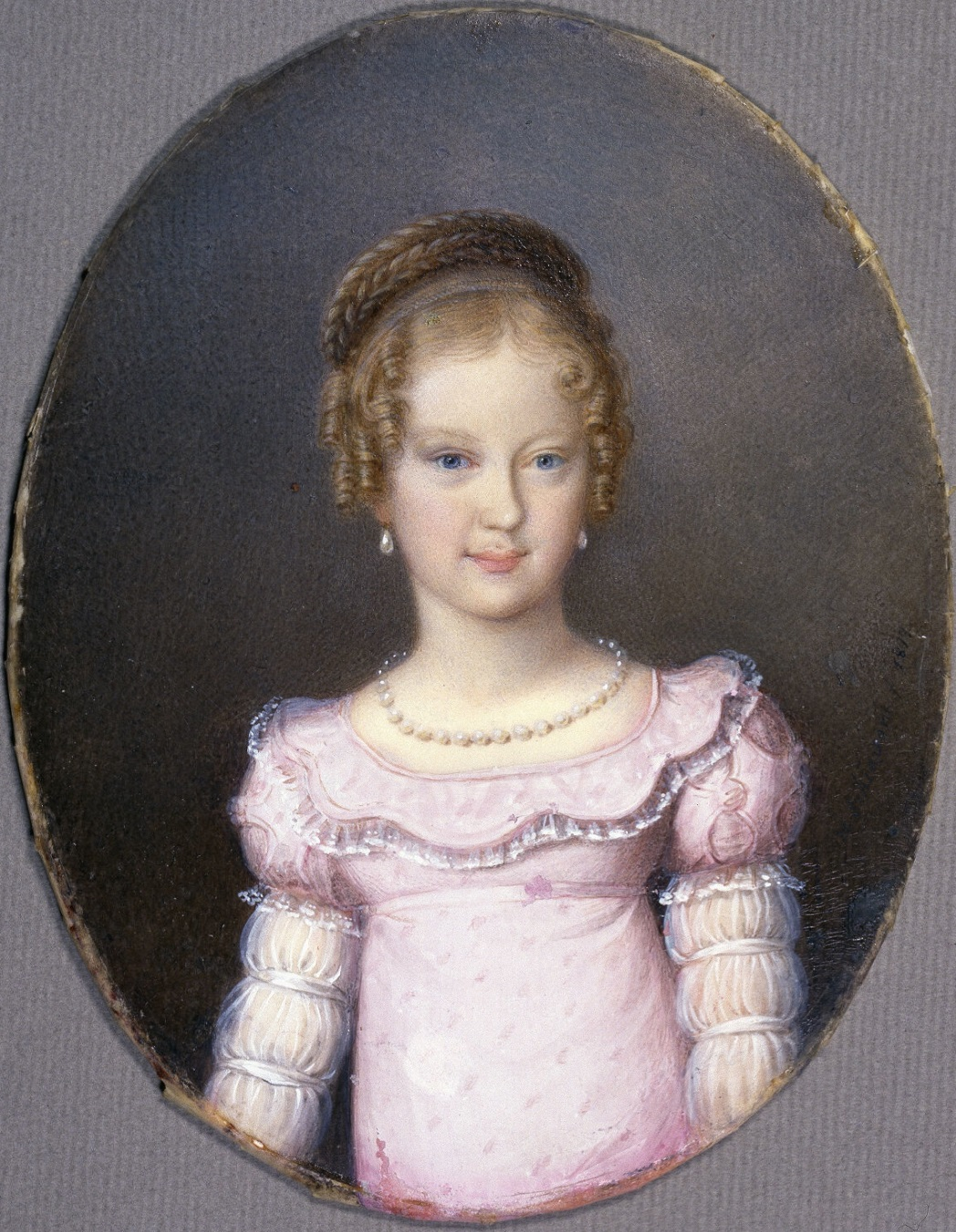
Maria Karolina Habsburg

Wydarzenia polityczne w 1832 roku.

## Zmarli
- 22 maja Maria Karolina Habsburg, księżniczka austriacka[1].
- 22 lipca Napoleon II, zwany Orlątkiem, syn Napoleona I[2][3].